# 33528 Їнземан
33528 Їнземан (33528 Jinzeman) — астероїд головного поясу, відкритий 17 квітня 1999 року.
Тіссеранів параметр щодо Юпітера — 3,552.